# Предела (Ређо Емилија)
Предела је насеље у Италији у округу Ређо Емилија, региону Емилија-Ромања.
Према процени из 2011. у насељу је живело 154 становника. Насеље се налази на надморској висини од 552 м.